# Jeremy Kleiner
Jeremy Kleiner est un producteur de cinéma américain né en 1976.

## Biographie
Jeremy Kleiner grandit à New York et fait ses études à l'université Harvard. Après son diplôme en 1998, il commence à travailler avec Errol Morris chez Fourth Floor Productions, puis pour The Donner's Company, la société de production de Richard Donner et Lauren Shuler Donner,.
Il rejoint Plan B Entertainment en 2003 et en devient rapidement co-président,. 

## Filmographie

### Cinéma
- 2009 : Les Vies privées de Pippa Lee de Rebecca Miller
- 2010 : Mange, prie, aime de Ryan Murphy
- 2010 : Kick-Ass de Matthew Vaughn
- 2013 : Twelve Years a Slave de Steve McQueen
- 2013 : World War Z de Marc Forster
- 2014 : Selma d'Ava DuVernay
- 2015 : True Story de Rupert Goold
- 2018 : My Beautiful Boy (Beautiful Boy) de Felix Van Groeningen
- 2018 : Vice d'Adam McKay
- 2019 : Ad Astra de James Gray
- 2019 : Le Roi (The King) de David Michôd
- 2020 : Irresistible de Jon Stewart
- 2022 : Father of the Bride de Gary Alazraki
- 2022 : Blonde d'Andrew Dominik
- 2022 : She Said de Maria Schrader
- 2024 : Nickel Boys de RaMell Ross
- 2024 : Wolfs de Jon Watts
- 2025 : Mickey 17 de Bong Joon-ho
- 2025 : F1 de Joseph Kosinski
- 2025 : Hedda de Nia DaCosta

### Télévision
- 2014 : Deadbeat (Série)
- 2014 : Resurrection (Série)
- 2016 : The OA (Série)

## Distinctions

### Récompenses
- Oscars 2014 : Oscar du meilleur film pour Twelve Years a Slave, conjointement avec Brad Pitt, Dede Gardner, Steve McQueen, Anthony Katagas
- BAFTA 2014 : BAFA du meilleur film pour Twelve Years a Slave, conjointement avec Brad Pitt, Dede Gardner, Steve McQueen, Anthony Katagas

### Nominations
- Oscars 2015 : nomination de Selma pour l'Oscar du meilleur film